# 宁哈根 (梅克伦堡-前波美拉尼亚州)
宁哈根（德語：Nienhagen）是德国梅克伦堡-前波美拉尼亚州的市镇，隶属于罗斯托克县，总面积为5.9平方千米，截至2020年总人口为1972人。